# Mannington
Mannington est une ville américaine située dans le comté de Marion en Virginie-Occidentale.
Selon le recensement de 2010, Mannington compte 2 063 habitants. La municipalité s'étend sur 1,15 milles carrés (2,98 km2), dont 1,10 milles carrés (2,85 km2) de terres.
La ville doit son nom à un ingénieur du chemin de fer nommé Mannings.